# Gomore
GoMore är en skandinavisk portal för bildelning och samåkning.
GoMore har app- och webbaserade tjänster som låter folk dela bil. GoMore:s tjänster består av: Privat biluthyrning, leasing och samåkning. Tjänsterna är tillgängliga i fem länder med totalt 2 325 000 medlemmar.[källa behövs] Länderna är Danmark (800 000), Norge (70 000), Sverige (75 000), Frankrike (180 000) och Spanien (1 200 000).[när?]
GoMore ApS grundades av Matias Møl Dalsgaard och Søren Riis 2005 och har sitt huvudkontor i Köpenhamn. I Sverige är verksamheten registrerad under GoMore Sverige Filial. Det första svenska kontoret öppnade i april 2019.

## Tjänster

### Privat biluthyrning
GoMore är en online marknadsplats som matchar folk som behöver en bil med dem som har en bil och hyr ut den via GoMore. Bilägare kan hyra ut sina bilar via GoMores app eller webbsida och hyrestagaren bokar en bil som är ledig i närheten. Användarna är automatiskt försäkrade under uthyrningen och har tillgång till kundservice vid eventuella problem.

### Leasing
GoMore erbjuder leasingavtal som inkluderar bilförsäkring och service.

### Samåkning
GoMore är en online marknadsplats för samåkning/carpooling. Webbsidan och app matchar chaufförer med passagerare som ska åt samma håll och är villiga att resa tillsammans för att dela på kostnaderna för resan.

## Historia och kritik
GoMore är ursprungligen danskt och startades 2005. Vid lanseringen i Sverige sommaren 2014 nämnde företaget att man varje helg har mellan 2 000 och 3 000 personer som nyttjar företagets tjänst. I Sverige kom man att bli konkurrent till den redan existerande Skjutsgruppen.
Kritik mot verksamheten – både Gomores tjänst och hela samåkningssystemet – har kommit från Svenska Taxiförbundet. De hävdar att verksamheten är/borde vara olaglig och att det rör sig om ren svarttaxi-verksamhet. Trots kritiken var GoMore inte en del av taxiutredningen, som publicerades av regeringen.